# Гімн Туркестанської автономії
Гімн Туркестанської автономії (узб. Turkiston muxtoriyati madhiyasi), також відомий як Марш Туркестанської автономії (узб. Turkiston muxtoriyati marshi), «Свято вільного тюрка» (узб. Ozod turk bayrami), і Національний марш Туркестану (узб. Turkiston milliy marshi) - прийнятий в ході Всетуркестанського Курултаю (з'їзду) мусульман 26-29 листопада 1917 гімн, який став офіційним гімном і одним з офіційних символів державності Туркестанської автономії.
Автором слів гімну є відомий узбецький поет — Абдулхамід Чулпан, який дав цьому віршу назву «Свято вільного тюрка». Слова гімну написані узбецькою мовою, з невеликими відмінностями (в порівнянні з сучасною узбецькою мовою) в правописі деяких слів. Незважаючи на те, що Туркестанська автономія офіційно вважалася багатонаціональної і світською країною, де офіційний статус поряд з узбецьким мовою мали казахська, киргизька, перська (таджицька) і російська мови, гімн держави було вирішено зробити саме узбецькою мовою, яка мала найбільшу кількість носіїв у державі, а також була свого роду «лінгва франка» між різними народами регіону, які різною мірою розуміли чи володіли цією мовою.
Текст гімну опублікував ряд існуючих в той час джадидистських газет і журналів. Після утворення Туркестанської автономії та затвердження гімну, для більш широкого розповсюдження цієї пісні, була влаштована масштабна кампанія з поширення листівок з текстом цієї пісні серед населення. В оригіналі листівок слова гімну були написані арабо-перським узбецьким алфавітом. Планувалося створити для цього гімну музику, але дуже коротке існування (72 дні) Туркестанської автономії завадили цьому.
В подальшому, пісня стала народною, та її виконував ряд співаків під час різних свят, вечорів, зборів і т. п. Після розгрому Туркестанської автономії більшовиками, і повного утвердження в Середній Азії радянської влади, ця пісня була заборонена як «контрреволюційна, націоналістична і пантюркистская». Були випадки арештів, заслань і розстрілів деяких співаків і простих людей, які виконували цей гімн незважаючи на заборону, або у яких знаходили листівки з текстом гімну. Незважаючи на все це, збереглися кілька примірників тих листівок з текстом цієї пісні. Один з цих примірників в кінці 1980-х років знайшов у літніх кокандців відомий Узбецький літературознавець-Ахмаджон Мадамінов. 20 вересня 1991 року повний, оригінальний текст (з поясненнями) цієї пісні був опублікований в газеті «Ўзбекистон адабиёти ва санъаті» (Література і мистецтво Узбекистану), і раніше забутий, заборонений гімн став відомий широкому колу суспільства. Через досить тривалості вірша, в наступні роки з'явилися різні, укорочені версії цього гімну. Гімн був широко відомий серед представників середньоазіатської/туркестанської еміграції в Туреччині, США, в країнах Європи і Близького Сходу. Гімн був переведений на Таджицький (перський), Казахський, Киргизький, Туркменський і Уйгурський мови.

## См. також
- Туркестан